# Ranoidea dahlii
Ranoidea dahlii (tên tiếng Anh: Dahl's Aquatic Frog) là một loài ếch thuộc họ Pelodryadidae. Nó là loài đặc hữu của Úc.
Các môi trường sống tự nhiên của chúng là xavan khô, đồng cỏ khô nhiệt đới hoặc cận nhiệt đới vùng đất thấp, hồ nước ngọt, intermittent 
hồ nước ngọt, đầm nước ngọt, và đầm nước ngọt có nước theo mùa.
Among the more unique traits of Dahl's aquatic frog is its ability to consume the eggs, nòng nọc và young of the invasive và venomous cane toad with no apparent ill effect making it, perhaps, the only native Australian creature with a natural immunity to the cane toad's poison. These observations, however, were made in captivity, but scientists believe there is no reason to suggest that such behaviour does not occur in the wild.